# Fluithoningeter
De fluithoningeter (Gavicalis virescens synoniem: Lichenostomus virescens) is een zangvogel uit de familie honingeters (Meliphagidae). Het is een endemische vogelsoort uit Australië.

## Kenmerken
De fluithoningeter is een middelgrote, bleek grijsbruine vogel van 18 tot 22 cm lengte. Deze honingeter onderscheidt zich van de andere soorten uit dit geslacht door een dikke oogstreep die begint bij de snavelbasis en doorloopt tot de hals. Onder deze oogstreep zit een kleine gele streep die eindigt in een zilverkleurige witte vlek. Op de borst zitten lichtbruine, verticale streepjes.

## Verspreiding en leefgebied
De fluithoningeter leeft in gebieden met struiken, de scrublands, met een voorkeur voor geïsoleerd liggend struikgewas in half open landschappen. Maar de vogel komt ook voor in kustduinen, beekgeleidend bos, tuinen, wijn- en boomgaarden. Het verspreidingsgebied is bijna geheel Australië, maar hij ontbreekt in een brede strook aan de oostkust en op Tasmanië. In geschikt gebied is het een vrij algemene vogel.
Er zijn vier ondersoorten:
- G. v. cooperi: het uiterste noorden van Australië.
- G. v. sonorus: van het noordelijk-centraal tot zuidelijk-centraal Australië.
- G. v. virescens: van zuidwestelijk tot zuidelijk-centraal Australië.
- G. v. forresti: van noordwestelijk tot oostelijk-centraal Australië.

## Status
De fluithoningeter heeft een groot verspreidingsgebied en daardoor alleen al is de kans op de status  kwetsbaar (voor uitsterven) uiterst gering. De grootte van de populatie is niet gekwantificeerd en gaat waarschijnlijk in aantal vooruit. Om deze redenen staat de fluithoningeter als niet bedreigd op de Rode Lijst van de IUCN.